# 디지털리터러시교육협회

## 역사
디지털리터러시협회는 박일준과 김묘은이 Google.org의 지원을 받아 설립하였다. 설립 연도는 명확하지 않다. 2015년부터 활동을 시작하였고, 2016년 구글코리아의 지원을 통해 디지털 리터러시 교육 활동을 시작하였지만, 기관 설립 이전이었기 때문에 당시 김묘은이 부회장으로 활동하던 한국과학문화교육단체연합을 통해 후원을 받아 활동하였다. 2017년 구글코리아의 권유에 의해 비영리 임의단체로 디지털리터러시교육협회를 설립하고 Google.org의 후원을 받으면서 본격적인 활동을 개시하였다. 이후 2018년 사단법인 디지털리터러시교육협회로 전환하고, 2024년 사단법인 디지털리터러시협회(CDL: Center for Digital Literacy)로 기관명을 변경하였다. 

## 철학
디지털리터러시협회(CDL: Center for Digital Literacy)는 빠르게 발전하는 디지털 기술에 의한 디지털 격차를 줄이고, 기술이 발전하는 속도에 맞춰 교육이 발전할 수 있도록 설립된 비영리 교육기관이다. 디지털 대전환 시대에 필요한 디지털 활용 역량과 소양을 갖춘 인재를 양성하여 개인이 더 나은 삶을 살고, 모두를 위해 더 나은 사회를 만드는 데 기여하는 것을 목표로 한다. "디지털 교육으로 개인의 더 나은 삶을 도모하고, 모두를 위해 더 나은 세상을 만드는 데 기여한다"는 미션 하에 "2040년까지 인류의 디지털 역량을 15% 향상시키고 디지털 문맹률을 10% 감소시키며, 미래 디지털 사회를 이끌어 갈 디지털 홍익인간을 양성한다"는 거대한 목표를 표방하고 있다.
디지털리터러시협회 과거 ICT(Information Communication Technology) 교육이 기술 교육 중심이었던 것에 반기를 들고, 초창기부터 윤리, 인간관계, 인문학적 소양 등을 강조하며 '디지털 홍익인간' 양성을 추구한다. 

## 교육목표

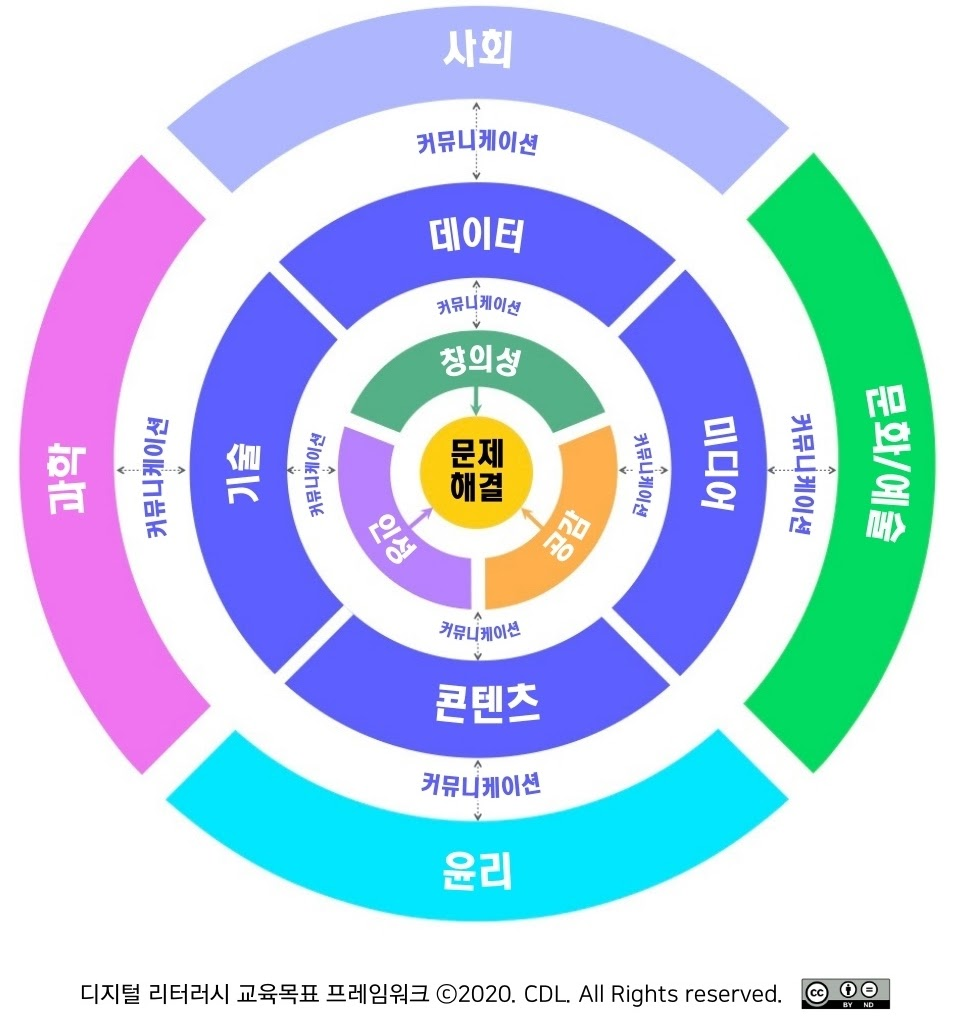
디지털리터러시협회(Center for Digital Literacy)의 교육목표

디지털리터러시협회의 디지털 리터러시 교육 목표는 디지털을 활용하여 사람들과 소통하고 융합적으로 생각하며 다양한 해답을 찾아 문제를 창의적으로 해결하는 데 있다. 디지털을 잘 다루는 기술(Skill)을 가르치는 데에 그치지 않고, 디지털을 잘 활용하는 데 주안점을 두고 있다. 디지털은 유용한 도구이지만, 디지털 자체가 목적이 되어 기술 교육에 그칠 경우 다양한 문제가 양산될 수 있기 때문에 디지털 기술 교육을 넘어 디지털을 건강하게 활용하는 교육에 목표를 두고 있다. 따라서 이를 위해 '사회, 과학, 문화/예술, 윤리의 지식을 바탕으로 융합적으로 사고할 수 있도록 하고, 공감능력과 인성을 바탕으로 소통하는 역량을 키우며, 디지털 기술, 데이터, 콘텐츠, 미디어를 활용하여 창의적으로 문제를 해결하는 능력을 향상시킨다.'라는 교육 목표를 지향한다.

## 교육방식
디지털리터러시협회는 협회만의 독특한 디지털 리터러시 수업을 고안하였다. 디지털 홍익인간을 양성하고 실생활에 도움이 되는 교육을 위해 디지털 기술(Technology)에 대한 지식이나 디지털 스킬(Skill)을 강화하는 교육을 넘어 디지털 인문학적 소양을 강화하기 위해 주제와 기술을 융합한 교육 프로그램을 운영한다. 인문학 강의와 기술 교육을 조합하여 '주제 수업'과 '도구 수업'을 병행하여 모든 수업에는 중심이 되는 주제와 다루는 디지털 도구가 있다. 주제 중심 수업에서는 해당 교육의 주제를 이해하고 학습하는 데 도움이 되는 디지털 도구를 알려주고 활용하는 법을 배우도록 하고, 도구 중심 수업에서는 해당 도구를 실생활에서 활용할 수 있는 방법들을 소개하며 활용 시 이해하고 주의해야 할 것들을 알려준다.   
디지털리터러시협회의 모든 교육과정은 STCPR 방법론에 따라 운영된다. STCPR은 디지털리터러시협회(Center for Digital Literacy)의 디지털 리터러시 교육방법으로 S(Search)>T(Talk)>C(Creation)>P(Presentation)>R(Reflection) 5단계로 나누어 진행한다. 수업의 주제를 탐색하고, 토론하여 얻은 결과를 창작물로 정리하며, 발표와 자기 성찰을 통해 확고한 자신의 지식으로 만드는 과정을 거친다.

## 사업영역

CDL의 디지털 역량 평가 시스템 DIQ 로고

주요 사업영역은 연구, 교육, 캠페인이며, 디지털 리터러시 교육 효과 향상과 측정을 위해 필요한 디지털 도구를 직접 개발하기도 한다. 에듀테크 사업영역에서는 학습에 도움을 주는 생성형 AI 에이전트를 구축하여 개인들이 무료로 이용할 수 있도록 제공하고 있으며, 디지털 리터러시 수준을 측정하는 디지털 역량 평가 시스템을 개발하여 운영하고 있다. 또한 공간적 한계를 넘어 다른 문화권 사람들과 소통하고 교류할 수 있는 몰입형 메타버스를 개발하고 있다. 

CDL의 자가학습 코스웨어 에이와 로고

디지털 리터러시 자가학습을 위한 코스웨어, 에이와(EYWA: Empower Yourself With AI)는 교사의 도움 없이도 피교육자 스스로 학습할 수 있도록 돕는다. 사용자는 대화를 나누고, 학습하며, 자신의 학습 진행 상황을 평가하고, 맞춤형 과정 추천을 받아 지속적으로 성장할 수 있다. 디지털 리터러시(예: 디지털 예절, 사이버불링 예방, 허위정보 식별, 윤리적 사용 등)를 향상시키며, 지식, 윤리적 이해, 태도, 그리고 기술을 포함한 학습을 지원한다. 
디지털 역량 평가 시스템인 DIQ(Digital Intelligence Quotient)는 단순한 지식 평가가 아니라 디지털 기술, 데이터 관리 및 분석, 콘텐츠 제작, 미디어 활용, 디지털 커뮤니케이션, 디지털 에티켓, 보안 및 정보 보호, 사이버불링 예방 등 다양한 영역을 평가한다. 특히, 기능적 역량뿐만 아니라 디지털 태도와 윤리적 사고까지 측정할 수 있도록 설계되어있다. DIQ는 자가진단지가 아닌 객관적인 시험 방식으로 전문가들이 출제한 문제는 검증위원들의 심사를 거쳐 문제은행에 저장되며, 문제은행에서 랜덤하게 출제되는 시험문제들을 통해 신뢰할 수 있는 평가 결과를 제공한다.

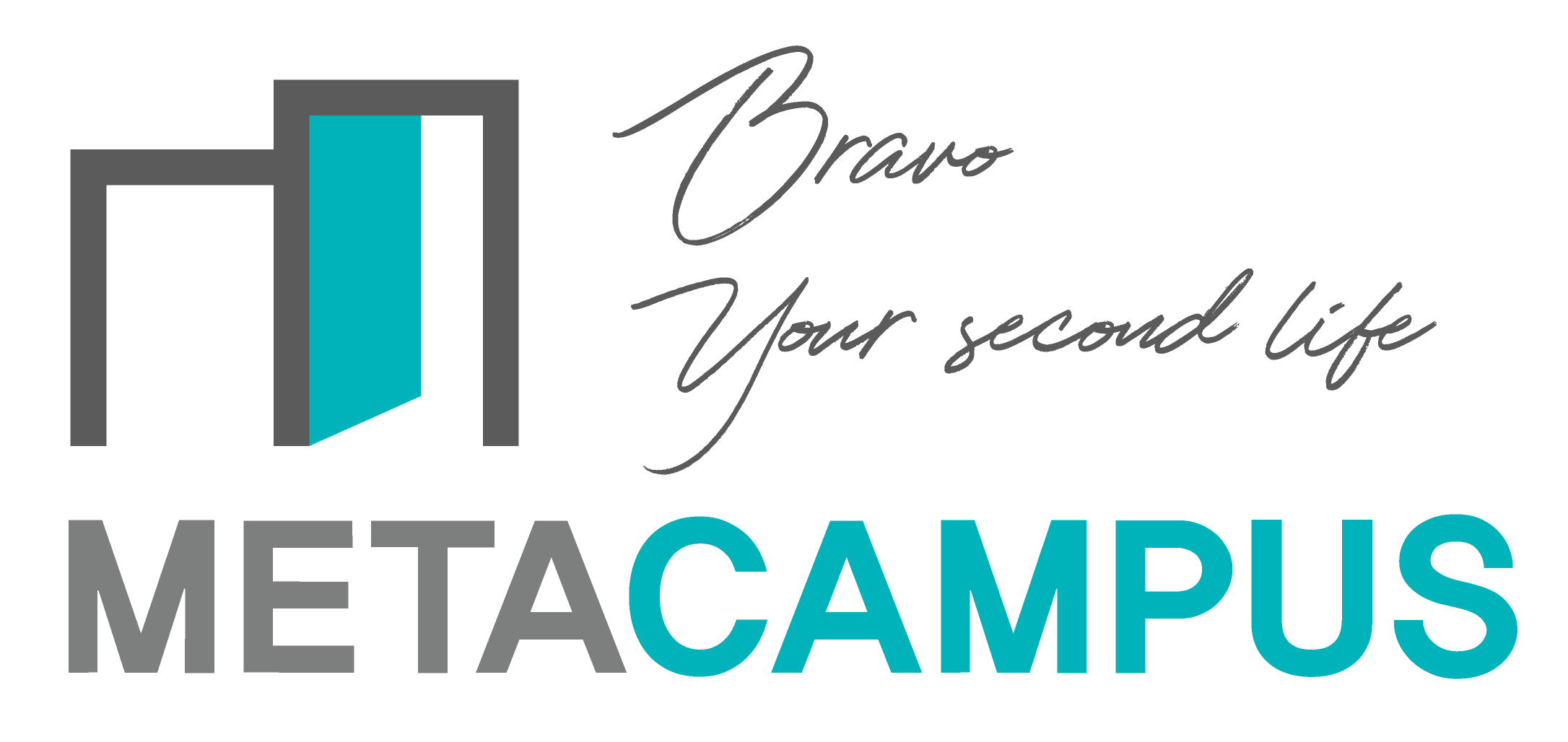
CDL의 교육용 메타버스 플랫폼 METACAMPUS 로고

디지털리터러시협회는 2021년 교육용 메타버스 플랫폼인 메타캠퍼스(METACAMPUS)를 개발하고 2022년 런칭하여 연세대학교를 비롯해 교육 현장에 실제 적용하였다. 그러나 사회적 인프라 기반의 부족과 기술적 한계로 인해 본격적인 운영을 잠정 연기하였다. 현재는 피교육자의 네트워크 및 디바이이스 환경을 고려하여 2D 기반의  메타버스를 운영하고 있다.

## 디지털 리터러시 프레임워크

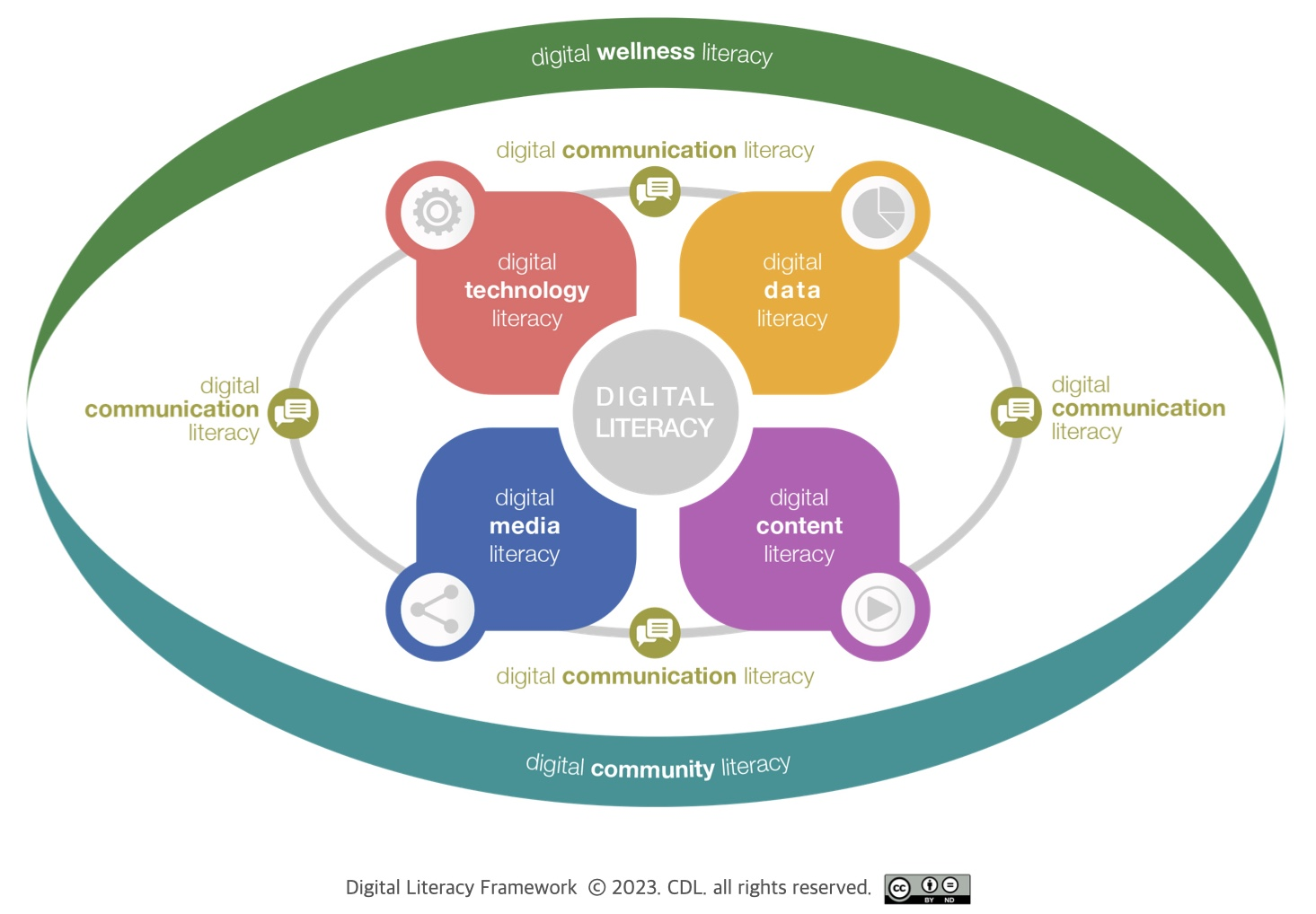
The Digital Literacy Framework of the Center for Digital Literacy

디지털리터러시협회는 디지털 리터러시를 "디지털 시대를 살아가는 데 필요한 모든 삶의 역량"으로 정의한다. 초기에는 디지털 리터러시를 "디지털 기술과 미디어를 활용하여 디지털 데이터, 정보, 콘텐츠를 탐색, 소비, 분석, 활용, 관리, 생산하고, 건강한 디지털 시민으로서 지혜롭게 소통하고 관계를 맺으며, 개인과 사회의 발전을 균형있게 도모하는 역량"이라 정의하였으나, 2023년부터 "디지털 시대를 살아가는 데 필요한 모든 삶의 역량"으로 정의한다. 
디지털 리터러시는 처음 용어가 생긴 이래 지속적으로 개념이 확장되어 왔다. 시각 리터러시, 컴퓨터 리터러시, 정보 리터러시, 디지털 미디어 리터러시 등의 개념을 포괄하고, 다양한 학문 분야와 성과를 공유하며 특히 교육 분야에서 점차 확대되고 있다. 디지털리터러시협회는 점점 더 디지털과 아날로그의 경계가 모호해지고, 디지털을 사용할지 말지를 판단하는 것부터 디지털 리터러시에 포함되어야 하기 때문에 기존과 같이 정의하는 것은 한계가 있다고 설명한다. 따라서 디지털리터러시협회는 기술의 활용이나 윤리적 태도, 시민역량의 수준을 넘어서 디지털 시대를 살아가는 데 필요한 모든 삶의 역량으로 디지털 리터러시의 개념을 확대하여 제시한다.
디지털리터러시협회는 디지털 리터러시를 7개 하위영역으로 나누고, 각 영역별로 4개의 지표를 포함하여 총 28개의 지표를 제시한다. 이 프레임워크를 통해 교육과정과 콘텐츠를 개발하고, 개인의 디지털 리터러시를 측정하여 교육효과를 검증한다. 연구를 통해 청소년과 성인 대상으로 적용 가능한 프레임워크이다.
디지털리터러시협회의 디지털 리터러시 프레임워크에는 스스로 학습, 콘텐츠의 균형잡힌 소비, 정체성 & 정서관리, 이슈갈등 관리와 같이 다른 프레임워크에서 발견하기 어려운 지표들이 포함되어 있으며, 가장 포괄적인 프레임워크로 청소년에서 성인까지 확대하여 활용 가능하다.

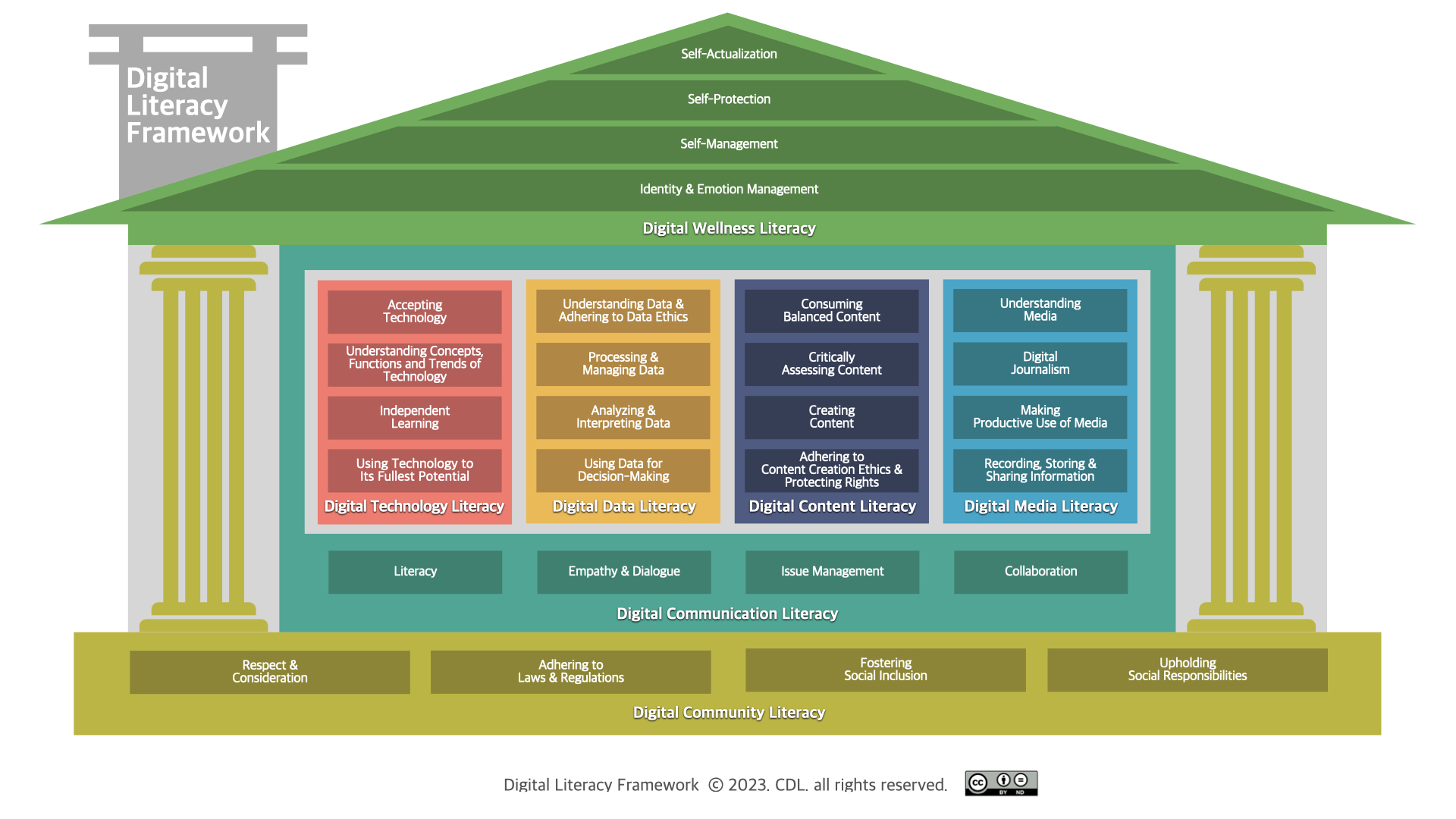
디지털리터러시협회(Center for Digital Literacy)의 디지털 리터러시 프레임워크

## 메타버스 리터러시
디지털리터러시협회는  메타버스를 "현실과 가상이 융합된 공간으로 나를 대리하는 아바타 또는 디지털 실사를 통해 인간의 모든 활동을 할 수 있는 세계’"로 정의한다. 미래 세대가 메타버스 시대에 적합한 삶의 방식을 배우며 건강한 메타버스 시민으로 성장할 수 있도록 메타버스를 활용한 교육을 실시하고 있다. 메타버스는 현실에서 불가능한 것을 가능하게 하고, 시간과 공간의 한계를 극복하며 새로운 교육을 가능하게 한다. 기존 대면 수업의 한계를 극복하고, 가상 공간에서 몰입형 학습을 가능하게 하며, 상호작용을 극대화할 수 있다. 실시간 협업, 시뮬레이션 학습, 국제 교류 등을 경험할 수 있으며, 교육의 접근성과 효과성을 높일 수 있다. 

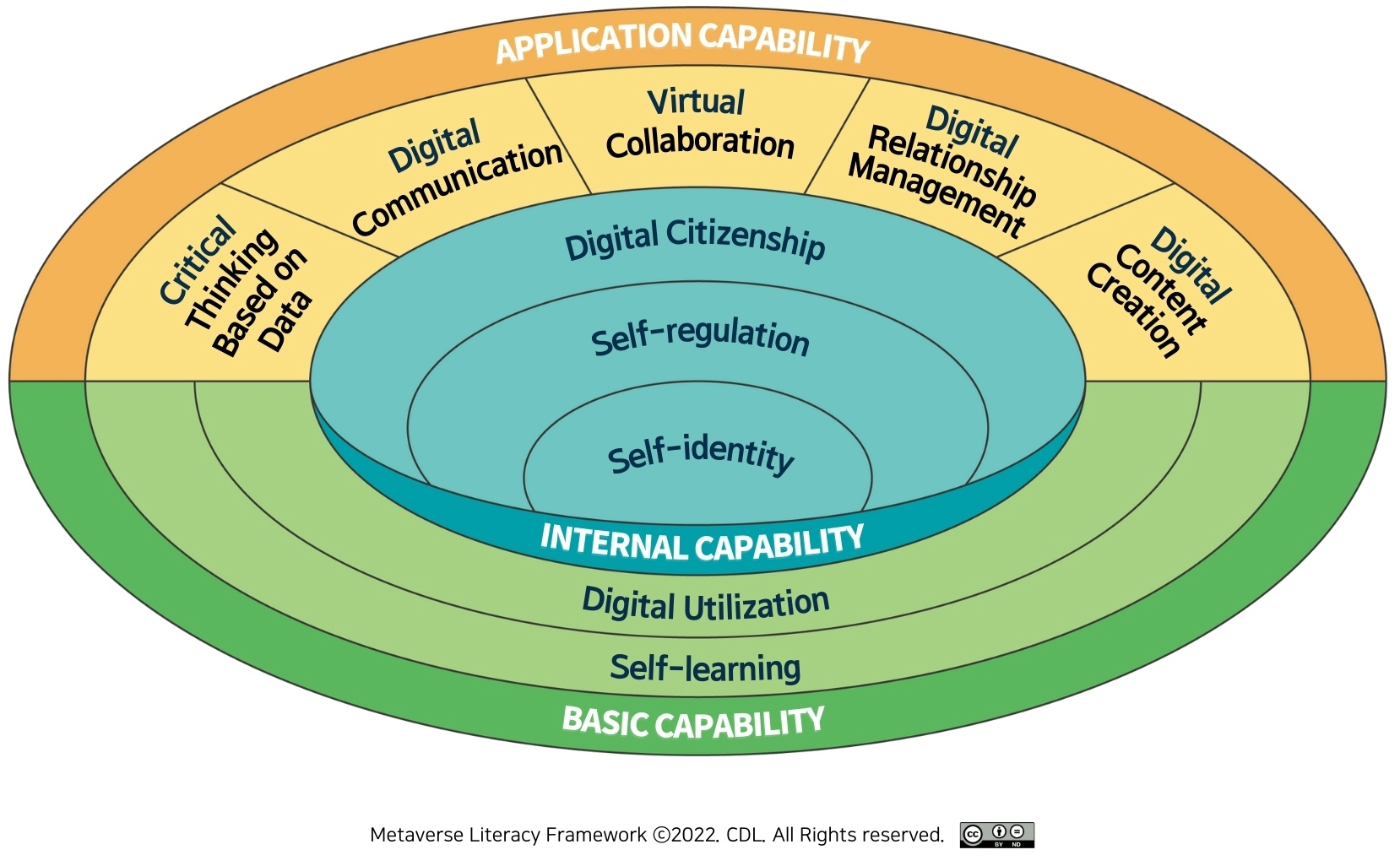
The Metaverse Literacy Framework of the Center for Digital Literacy

메타버스 리터러시는 디지털 리터러시에 포함되지만, 메타버스와 관련된 디지털 역량을 보다 자세히 이해할 필요가 있다. 따라서 디지털리터러시협회는 메타버스 리터러시 프레임워크를 개발하여 제시하고 있다. 디지털리터러시협회는 메타버스 리터러시를 "내면의 건강함을 바탕으로 메타버스에서 자신이 원하는 바를 세상과 소통하며 이루는 역량"으로 정의한다. 디지털 리터러시 중 메타버스에서의 '자기 정체성'과 메타버스에서 지켜야 할 '자기 규범', 그리고 메타버스 사회의 건강한 구성원으로서 갖춰야 할 '메타버스 시민성'을 특히 강조한다.
디지털리터러시협회는 2023년 과학기술정보통신부와 함께 메타버스 실천윤리를 개발하여 발표하였다. 시민의 자율규제를 통해 안전한 메타버스 생태계를 구축하여 이용자 안전을 위협하고 산업 촉진을 저해하는 문제를 예방하기 위함이다. 메타버스 실천윤리 가이드는 진정성, 자율성, 호혜성, 사생활 존중, 공정성, 개인정보 보호, 포용성, 책임성 8개 윤리원칙별 5개 조항씩 총 40개의 기본조항으로 구성되어 있으며, 추가로 공급주체, 창작주체, 이용주체별 40개 조항을 제시하고 있다.

## AI 리터러시
디지털리터러시협회는 AI 리터러시를 "AI 시대를 살아가는 데 필요한 삶의 역량"으로 정의하고, AI 테크놀로지 리터러시, AI 데이터 리터러시, AI 콘텐츠 리터러시, AI 미디어 리터러시, AI 커뮤니케이션 리터러시, AI 책임성 리터러시, AI 웰니스 리터러시의 7개 하위 영역으로 구성한다. AI 기술과 도구를 이해하고 활용하는 것에서 시작해, AI를 이용해 데이터를 분석하고 콘텐츠와 미디어를 평가·제작·운영하며, 나아가 AI와 소통·협업하여 문제를 해결하고, 윤리적으로 안전하게 개발·활용하는 능력까지 포함하는 것으로 정의한다. 디지털리터러시협회는 AI가 강력한 기술로 사회적 영향력이 크지만, 소프트웨어와 하드웨어의 결합일뿐이고 다른 디지털 기술과 결합되어야만 하기 때문에 AI 리터러시가 디지털 리터러시에 포함되어야 한다는 관점을 갖고 있다. 따라서 디지털리터러시협회의 디지털 리터러시 프레임워크를 토대로 AI 리터러시 프레임워크를 개발하였다.
| 영역                      | 정의 |
| ------------------------- | --- |
| AI Technology Literacy    | AI 기술의 원리와 특성, 가능성과 한계, 순기능과 역기능을 이해하고, 적용 가능한 AI 기술과 도구를 학습하여 목적에 맞게 선별·활용하는 능력                |
| AI Data Literacy          | 데이터의 오류와 편향 가능성을 이해하고, AI를 활용하여 데이터를 수집·분류·분석하며, 이를 바탕으로 판단하고 의사결정하는 능력                           |
| AI Content Literacy       | AI가 활용된 콘텐츠를 판별하고, AI 생성 콘텐츠의 신뢰성을 평가하며, AI를 이용하여 창의적이고 윤리적인 콘텐츠를 제작하는 능력                           |
| AI Media Literacy         | AI가 미디어에 적용된 방식을 이해하고, AI 기반 미디어 알고리즘의 편향을 파악하며, AI를 이용해 미디어를 효과적이고 윤리적으로 운영하는 능력             |
| AI Communication Literacy | AI와 효과적으로 소통하여 목표를 달성하고, AI를 활용해 다른 사람들과 효율적으로 협업하며, 사람 간 팀워크에 AI를 전략적으로 통합하여 문제 해결하는 능력 |
| AI Responsiblity Literacy | 사회적·윤리적·법적 기준을 준수하여 AI를 개발하고, AI를 오남용하여 타인에게 피해를 주지 않으며, 사회에 기여할 수 있도록 책임감 있게 AI를 활용하는 능력 |
| AI Wellness Literacy      | AI를 맹신하거나 과도하게 의존하지 않고, 활용 시 자신의 개인정보와 지적재산권을 보호하며, AI를 활용해 자신의 신체적·정신적 건강을 관리하는 능력        |

디지털리터러시협회는 피교육자들의 AI 리터러시 향상을 위해 모든 교육에 인공지능 기술과 도구를 활용한다. 특히 GPT 기반으로 개발한 디지털 리터러시 자가학습을 위한 코스웨어, 에이와(EYWA: Empower Yourself With AI)를 구축하여 교육에 활용하고 있다. 

## 캠페인

###### 베스트 유튜브 채널 어워드 캠페인

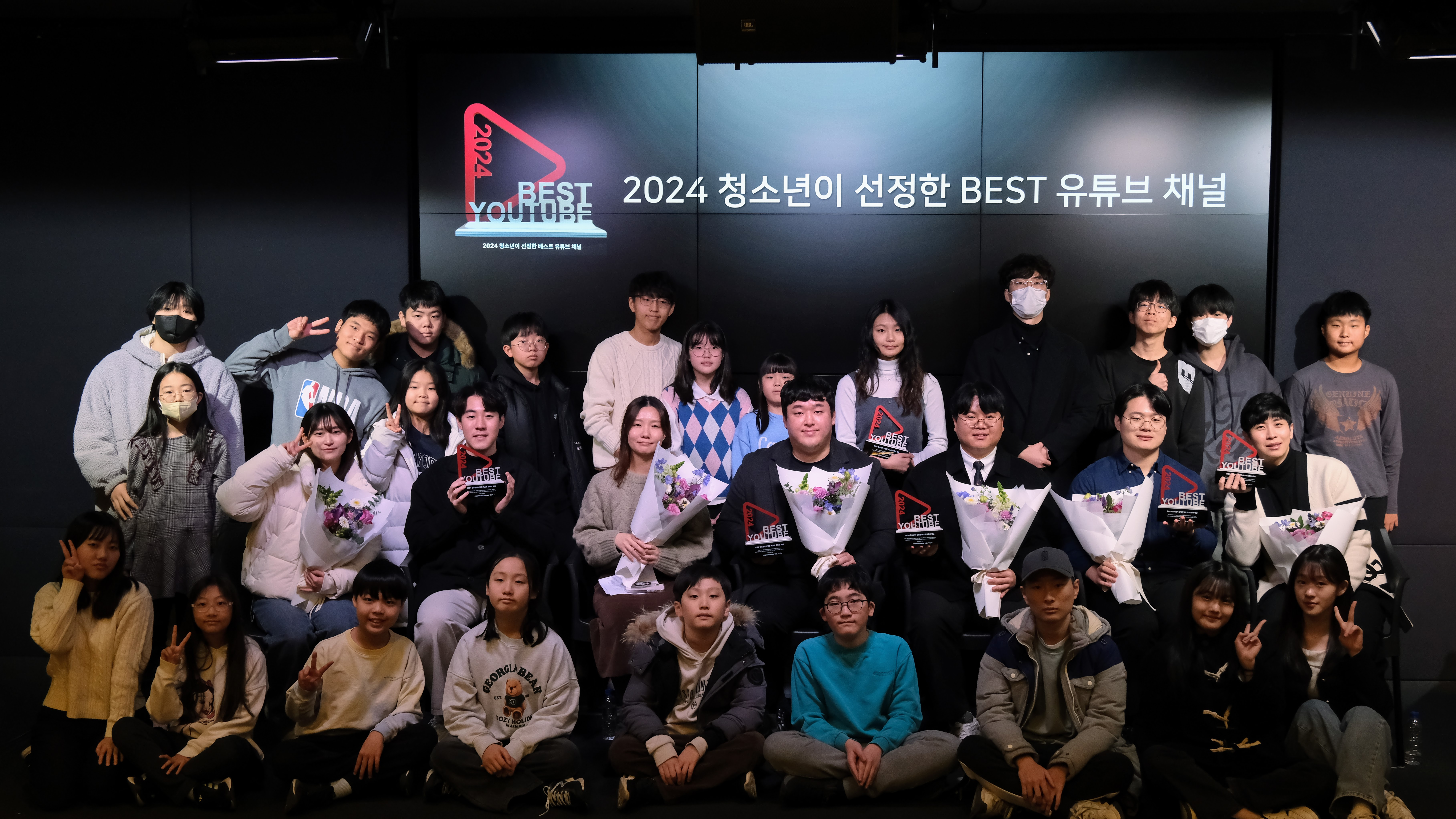
베스트 유튜브 채널 어워드

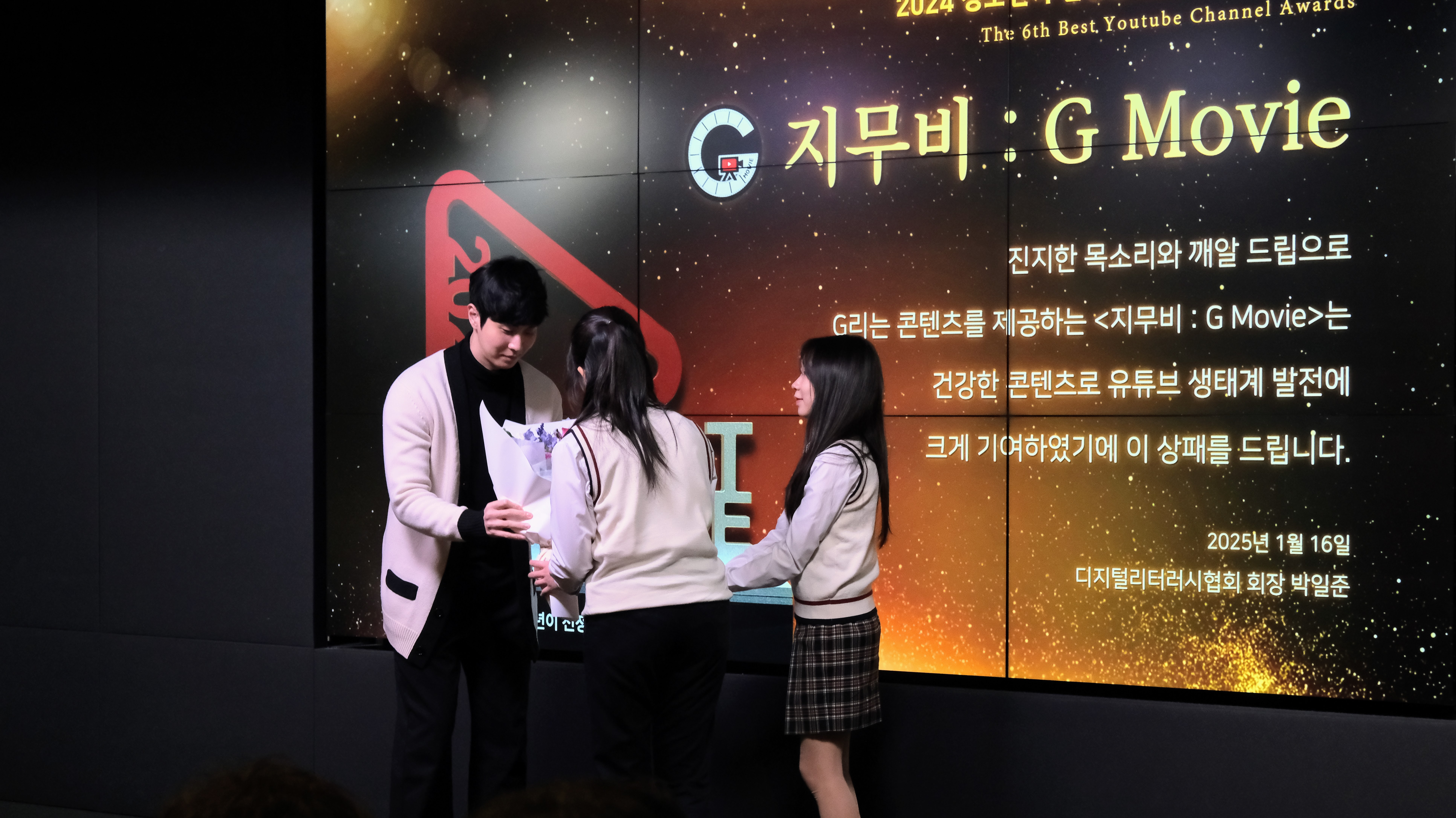
베스트 유튜브 채널 어워드

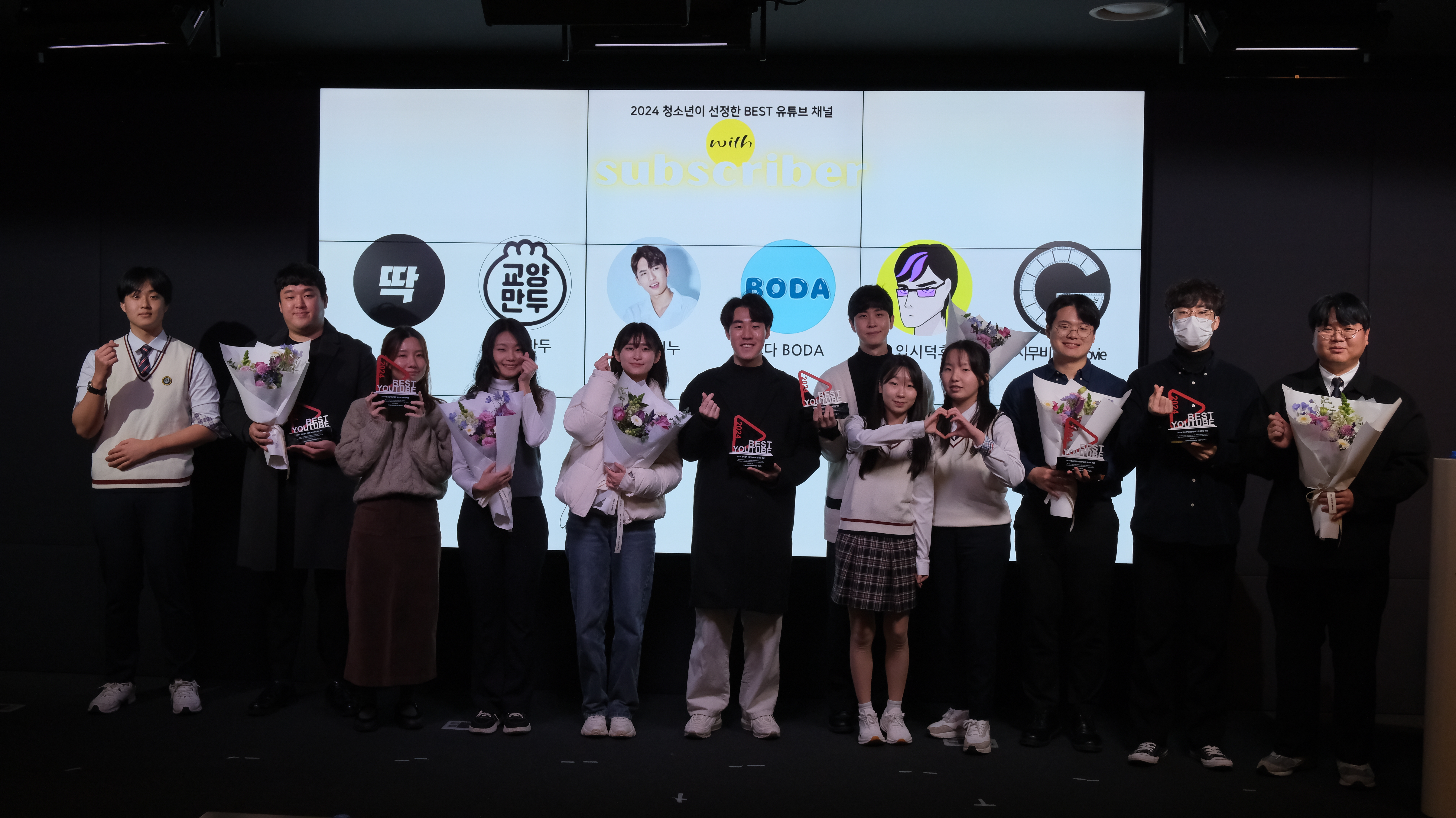
베스트 유튜브 채널 어워드

‘베스트 유튜브 채널 어워드’는 건강한 유튜브 생태계를 조성하기 위해 청소년이 직접 참여하는 캠페인이다. 청소년들이 유튜브 리터러시 교육과 토론을 통해 유튜브 이용자의 역할과 책임을 배우고 실천하는 과정이다. 청소년들은 유튜브 리터러시 교육을 받은 후 토론을 거쳐 유익한 유튜브 채널을 선정하고, 투표를 통해 베스트 채널을 선정한다. 2019년부터 시작해온 캠페인에는 매년 3~4천여 명의 청소년이 참여해왔고, 매년 초 베스트 유튜브 채널 어워드 행사를 통해 베스트 10개 채널 시상식을 진행한다. 유튜브는 이용자와 창작자가 상호 영향을 주는 관계이다. 이용자는 유명 창작자가 만든 콘텐츠를 즐겨보고 많은 사람들이 보는 콘텐츠는 유튜브 알고리즘에 의해 다른 이용자에게 추천되어 더 많은 이용자가 보게 된다. 반대로 창작자는 구독과 좋아요를 얻기 위해 이용자가 많은 콘텐츠를 만들게 된다. 따라서 좋은 콘텐츠는 선순환을 일으키지만, 나쁜 콘텐츠는 반대로 악순환을 일으킨다. ‘베스트 유튜브 채널 어워드’ 캠페인은 건강한 이용 및 창작 문화를 조성하여 건강한 생태계를 만들기 위한 캠페인이다.

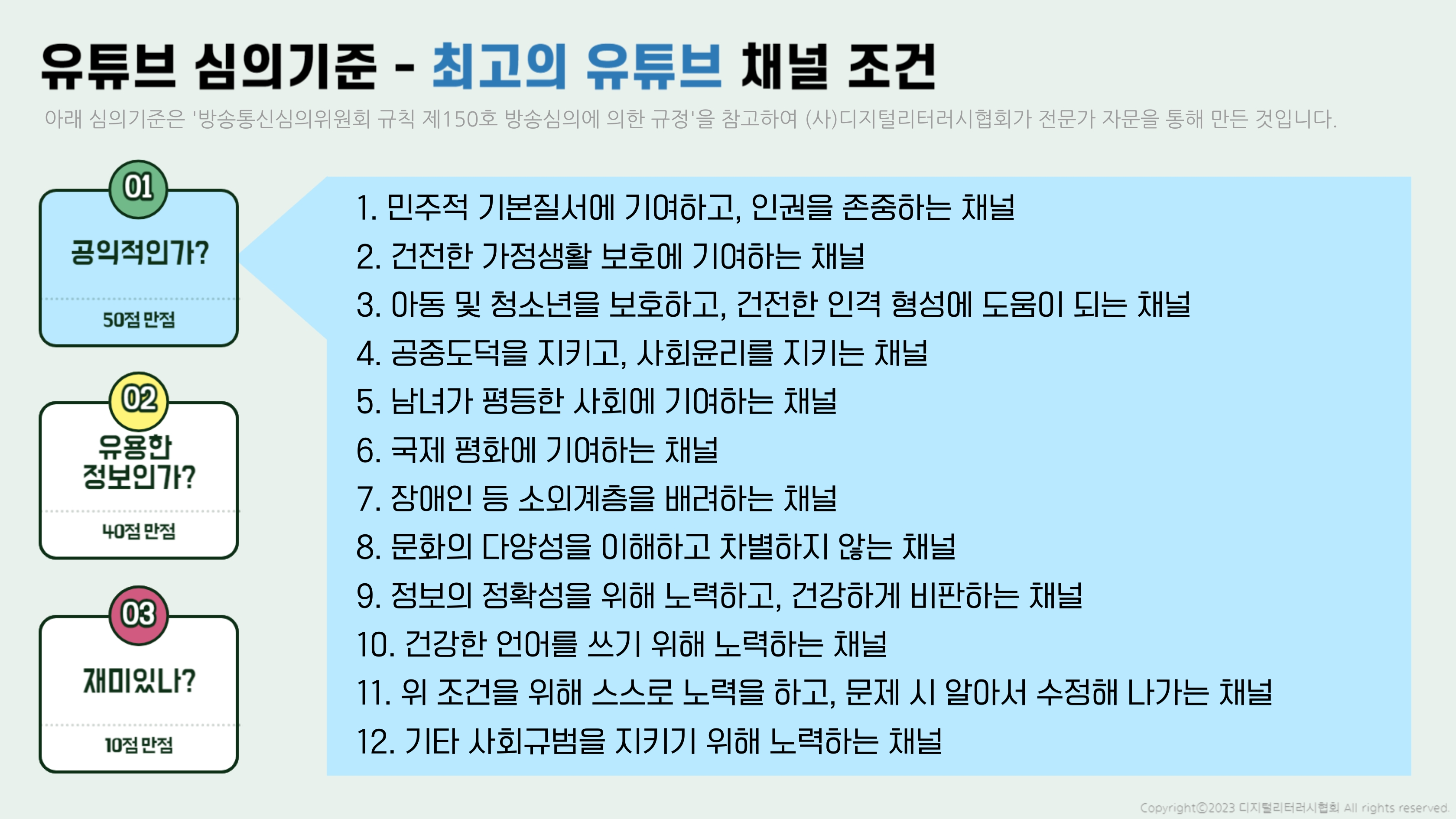
베스트 유튜브 채널 선정기준

디지털리터러시협회는 방송통신심의위원회의 방송심의에 관한 규정을 참고하여 베스트 유튜브 채널 선정을 위한 심의기준을 개발하고 교육에 활용한다. 교육에 참여한 청소년들은 ‘공익성’, ‘유용성’, ‘재미’ 세 가지 측면을 평가해 결정한다. 특히 윤리 준수, 인권과 문화 다양성 존중, 건강한 언어 사용 등의 ‘공익성’ 측면을 중요하게 고려한다. 인터넷은 민주주의 국가에서 중요한 표현의 자유가 보장되는 공간으로 이러한 기준으로 요구하는 것이 무리일 수 있다. 그러나 최근 유튜브 채널과 콘텐츠의 영향력이 커지면서 다양한 사회문제가 발생하고 있어 논란이 된다. 디지털리터러시협회는 논쟁의 본질이 유튜브 방송을 '인터넷 통신'과 '방송' 중 어떤 것으로 보느냐에 따라 달라진다고 판단한다. '인터넷 통신'으로 볼 경우 소셜미디어로서 가능한 표현의 자유를 보장해주어야 하지만, '방송'으로 볼 경우 기존 지상파 방송과 같이 방송심의 규정에 준하는 원칙을 적용할 수 있게 된다. 디지털리터러시협회는 미디어와 채널(콘텐츠 포함)을 분리하여 적용해야 한다고 주장한다. 과거 전통적인 미디어는 콘텐츠 생산과 유통의 두가지 기능을 하였지만, 유튜브 미디어는 직접적으로 콘텐츠를 생산하지 않고 유통만을 담당하기 때문에 '인터넷 통신'과 관련된 법과 정책을 적용하는게 바람직하다고 본다. 그러나 유튜브 채널의 경우 직접적으로 콘텐츠를 생산하기 때문에 '방송'과 관련된 법과 정책을 적용하는게 맞다는 입장이다. 따라서 일정 수준 이상의 영향력을 지닌 유튜브 채널과 콘텐츠에 대해서는 방송심의규정에 준하는 요구를 해야 한다고 주장한다. 이러한 배경에서 디지털리터러시협회는 방송통신심의위원회의 방송심의에 관한 규정을 참고하여 베스트 유튜브 채널 선정을 위한 심의기준을 개발하고 교육에 활용하고 있다.
디지털리터러시협회는 베스트 유튜브 채널 선정을 위한 유튜브 리터러시 교육자료를 누구나 무료로 이용할 수 있도록 홈페이지를 통해 공개하고 있다. 또한 2020년부터 베스트 유튜브 채널을 소개하는 책자를 제작하여 교사, 학부모, 청소년들이 활용할 수 있도록 구글 도서를 통해 무료로 배포하고 있다.
그동안 수상채널은 아래와 같다. 
| 연도 | 수상 채널 | 책자        |
| ---- | --- | ----------- |
| 2019 | EBS Documentary, JFlaMusic, 공부의신 강성태, 긱블 Geekble, 내셔널지오그래픽, 사물궁이 잡학지식, 양팡, 워크맨, 이슈텔러, 허팝           |             |
| 2020 | 1분과학, 과학드림,긱블 Geekble, 내셔널지오그래픽, 사물궁이 잡학지식, 워크맨, 이슈텔러, 입시덕후, 진용진, 허팝                          | 2020년 책자 |
| 2021 | 1분과학, 1분만, 긱블 Geekble, 내셔널지오그래픽, 사나고 Sanago, 워크맨, 사물궁이 잡학지식, 입시덕후, 포크포크, 허팝                     | 2021년 책자 |
| 2022 | 1분만, 과학드림, 긱블 Geekble, 리뷰엉이: Owl's Review, 사나고 Sanago, 사물궁이 잡학지식, 입시덕후, 지무비 : G Movie, 포크포크, 허팝    | 2022년 책자 |
| 2023 | 1분만, ootb STUDIO 고구마머리, '만약' 유튜버, 리뷰엉이: Owl's Review, 미미미누, 스토리, 원샷한솔, 입시덕후, 지무비 : G Movie, 포크포크 | 2023년 책자 |
| 2024 | 1분만, Mark Rober, ootb STUDIO, 고구마머리, '만약' 유튜버, 교양만두, 미미미누, 보다 BODA, 입시덕후, 지무비 : G Movie, 지식줄고양       | 2024년 책자 |

###### 구글과 함께 하는 '잠시만요' 캠페인
디지털리터러시협회는 2023년부터 구글과 함께 사이버불링 예방을 위한 '잠시만요(Hit Pause)' 캠페인을 시작했다. Hit Pause 캠페인은 구글이 전 세계적으로 진행하는 사이버불링 예방 캠페인인데, 구글코리아는 한국 상황에 적합한 캠페인을 위해 디지털리터러시협회와 기획하고, 콘텐츠를 개발하여 캠페인을 진행하게 되었다. 캠페인은 사이버불링 예방을 위한 영상과 교육으로 이루어진다. 2023년에는 총 8편의 영상을 제작하고 8차시 교육자료를 개발하여 교육을 진행하였으며, 2024년에는 총 6편의 영상을 제작하고 3차시 교육자료를 개발하여 교육을 진행했다. 
영상은 시청자들의 흥미를 더하고 많은 사람들에게 확산할 수 있도록 유명 크리에이터들이 참여하도록 하였다. 2023년에는 엔조이커플, 원샷한솔, 너덜트, 꽉잡아윤기, 잇섭, 닥터프렌즈, 피지컬갤러리가 참여하여 8개의 영상을 제작하였고, 2024년에는 혜리, 지무비, 안될과학,PADO, 땡절스, 장꾸커플, 빵먹다살찐떡, 수마일, 띠미, 앙찡, 리정이 참여하여 6개의 영상을 제작하였다.
교육자료는 강의안, 학생용 활동지, 교사용 활동안내서로 구성되어 있으며, '잠시만요(Hit Pause)' 캠페인 웹사이트에서 누구나 무료로 이용할 수 있다.  
| 연도          | 개수 | 제목                                                        | 조회 수 | 좋아요 수 (쇼츠 포함) |
| 2023년 캠페인 | 1    | 당신도 모르는 사이에 사이버불링을 하고 있을 수 있어요       | 15만회  | 0.9천                 |
| 2023년 캠페인 | 2    | 내가 보는 콘텐츠, 누군가에게 상처를 주지 않는지 의심해 봐요 | 17만회  | 1.2천                 |
| 2023년 캠페인 | 3    | 웃고 있어도 조롱을 담고 있다면 사이버불링일 수 있어요       | 13만회  | 0.6천                 |
| 2023년 캠페인 | 4    | 상황에 맞지 않은 불쾌한 표현, 사이버불링일 수 있어요        | 16만회  | 0.7천                 |
| 2023년 캠페인 | 5    | 일반화, 사이버불링을 부르는 편견일 수 있어요                | 15만회  | 0.8천                 |
| 2023년 캠페인 | 6    | 사실 확인되지 않은 정보 공유는 사이버불링일 수 있어요       | 14만화  | 1.2천                 |
| 2023년 캠페인 | 7    | 사이버불링, 무관심으로 대응해야 확산을 방지할 수 있어요     | 14만회  | 1.1천                 |
| 2023년 캠페인 | 8    | 사이버불링 없는 온라인 환경, 나부터 시작해요                | 17만회  | 1천                   |
| 2024년 캠페인 | 1    | 혜리와 함께하는 사이버불링 잠시만요!                        | 80만회  | 3천                   |
| 2024년 캠페인 | 2    | 지무비의 유튜브 잠시만요 캠페인 공식 티저                   | 78만회  | 1.7천                 |
| 2024년 캠페인 | 3    | 궤도 & 모립과 사이버불링 알아보기                           | 55만회  | 0.9천                 |
| 2024년 캠페인 | 4    | 땡절스 & 장꾸 커플의 사이버불링 찾기 스피드 게임!           | 43만회  | 2.2천                 |
| 2024년 캠페인 | 5    | 사이버불링 공유해도 된다 vs. 안 된다 밸런스 게임!           | 50만회  | 1.2천                 |
| 2024년 캠페인 | 6    | 리정의 사이버불링 찾아내는 팁 정리!                         | 55만회  | 0.8천                 |

1. ↑  “디지털리터러시협회 홈페이지”. 《디지털리터러시협회(Center for Digital Literacy)》. 2025년 02월 25일에 확인함.
2. ↑  “디지털리터러시협회 홈페이지”. 《디지털리터러시협회(Center for Digital Literacy)》. 2025년 2월 25일에 확인함.
3. ↑  디지털리터러시협회(Center for Digital Literacy). “디지털 리터러시 교육방법 프레임워크”. 《디지털리터러시협회 홈페이지 Our Approach》. 2025-02-025에 확인함.
4. ↑  디지털리터러시협회(Center for Digital Literacy). “디지털리터러시협회 사업영역”. 《디지털리터러시협회 홈페이지 About Us》. 2025년 2월 25일에 확인함.
5. ↑  김희철, 박일준, 김묘은 (2024년 5월). “'디지털 복지'의 개념 정립을 위한 연구 : 정의 도출과 프레임워크 개발을 위한 델파이 기법에 기반한 접근”. 《비판사회정책》 (비판과 대안을 위한 사회복지학회).
6. ↑  Hee Chul Kim, Ji Young Lim, Iljun Park, Myoeun Kim (2023년 9월 30일). “A Study on the Development and Validation of Digital Literacy Measurement for Middle School Students”. 《KoreaScience》 (Korean Society of Computer Information).
7. ↑  “디지털 리터러시”. 2025년 2월 25일에 확인함.
8. ↑  Hee Chul Kim, Ji Young Lim, Iljun Park, Myoeun Kim (2023년 9월 30일). “A Study on the Development and Validation of Digital Literacy Measurement for Middle School Students”. 《KoreaScience》 (Korean Society of Computer Information).
9. ↑  이지윤, 박일준, 임지영, 김묘은. “연령대별 디지털 리터러시 척도의 구인동등성 검증 및 잠재평균 분석”. 《한국교육논총》 (충북대학교 교육개발연구소).
10. ↑  Yoo-Taek Lee, Mina Fanea-Ivanovici (2022년 4월 20일). “An Exploratory Study of Digital Literacy Frameworks: A Comparative Analysis”. 《SSRN》.
11. ↑  Hee Chul, Kim, Iljun, Park, Myoeun, Kim (2023년 3월 6일). “Establishing the Definitions of Metaverse and Metaverse Literacy and Developing the framework for Metaverse Literacy”. 《KoreaScience》 (Korean Society of Computer Information).
12. ↑  디지털투데이 (2023년 12월 26일). “과기정통부, 메타버스 윤리윤칙 구체화한 '메타버스 실천윤리' 40개 조항발표”. 디지털투데이.
13. ↑  과학기술정보통신부. “메타버스 실천윤리”. 《메타버스 실천윤리》. 디지털리터러시협회. 2025년 2월 25일에 확인함.
14. ↑  디지털리터러시협회(Center for Digital Literacy). “CDL Onlice Campus”. 《디지털리터러시협회 홈페이지 CDL Onlice Campus》. 2025년 2월 15일에 확인함.
15. ↑  디지털리터러시협회 (2025년 1월 13일). “유튜브 리터러시 교육, 학생들의 솔직한 인터뷰!”. 《CDL (디지털리터러시협회)》.
16. ↑  박일준 (2025년 2월 9일). “유튜브와 정치양극화 그리고 대한민국”. 《시시각각 2025》 (대전MBC).
17. ↑  디지털리터러시협회 (2024년 2월 28일). “디지털리터러시협회 ‘청소년이 선정한 베스트 유튜브 채널 어워드 2023’ 개최”. NewsWire.